# AN/PRC-150

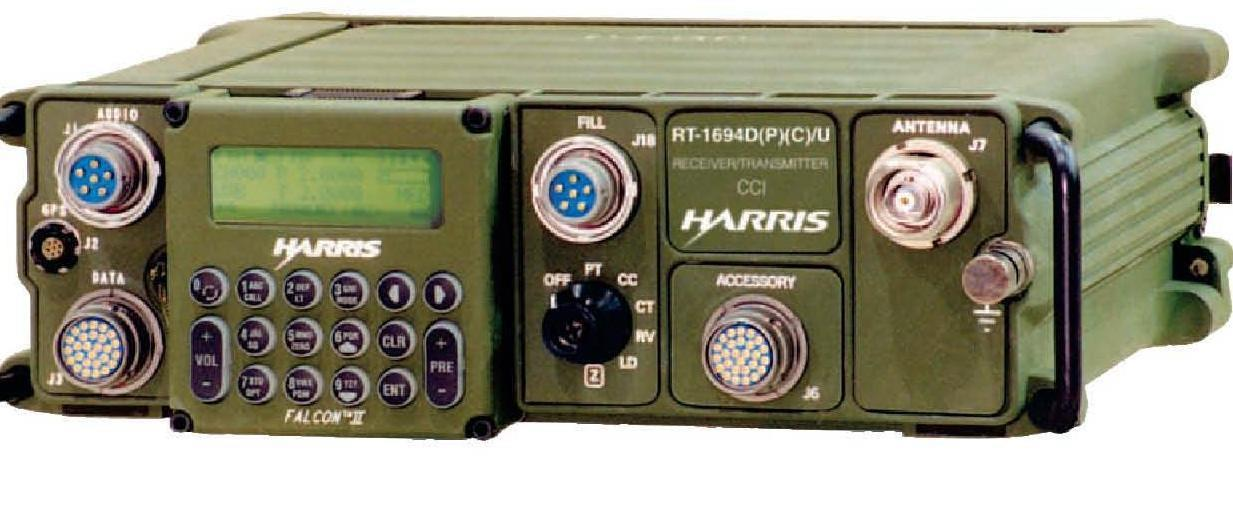

AN/PRC-150 또는 AN/PRC-150(C) Falcon II 맨팩 라디오는 해리스 코퍼레이션에서 제조한 전술 HF-SSB/VHF-FM 맨팩 라디오이다. 타입 1 암호화에 대한 NSA 인증을 보유하고 있다. PRC-150은 2000년대 초반에 출시된 해리스 팰컨 II 무전기 제품군을 위한 맨팩 HF 무전기이다.
AN/PRC라는 명칭은 합동 전자 유형 지정 시스템(Joint Electronics Type Designation System) 지침에 따라 육군/해군 휴대용 무선 통신으로 변환된다.